# جوزيف أوغسطين كاشمان
جوزيف أوغسطين كاشمان (بالإنجليزية: Joseph Augustine Cushman)‏ هو إحاثي وعالم نبات وجيولوجي أمريكي، ولد في 31 يناير 1881 في Bridgewater, Massachusetts ‏ في الولايات المتحدة، وتوفي في 16 أبريل 1949 في Sharon, Massachusetts ‏ في الولايات المتحدة بسبب سرطان المثانة.

## وصلات خارجية
- جوزيف أوغسطين كاشمان على موقع الموسوعة البريطانية (الإنجليزية)